# Łęczyn Dolny
Łęczyn Dolny (kaszb. Łãczën Dolnë) – wieś kaszubska w Polsce położona w województwie pomorskim, w powiecie wejherowskim, w gminie Gniewino na obszarze leśnym Puszczy Wierzchucińskiej. Osada jest częścią składową sołectwa Dąbrówka. W kierunku południowym od osady znajduje się rezerwat przyrody Długosz Królewski w Łęczynie.
W latach 1975–1998 miejscowość administracyjnie należała do województwa gdańskiego.
Inne miejscowości o nazwie Łęczyn: Łęczyn, Łęczyna